# 闪纹糟糠螺
闪纹糟糠螺（學名：Alaba hungerfordi）是糟糠螺科的一個海螺物种，是一種吸螺類蟹守螺總科的一種海洋腹足纲软体动物。

## 分佈
主要分布于韩国、台湾，常栖息在有丝藻的潮间带。